# Dràcula, príncep de les tenebres
Dràcula, príncep de les tenebres (títol original en anglès Dracula: Prince of Darkness) és una pel·lícula de terror sobrenatural britànica de 1966 dirigida per Terence Fisher. La pel·lícula va ser produïda per Hammer Film Productions, i és la tercera entrada de la sèrie Dràcula de Hammer, així com la segona que presenta Christopher Lee com a Comte Dràcula, el vampir. També és protagonitzada per Andrew Keir, Francis Matthews i Barbara Shelley. Ha estat doblada al català.
La pel·lícula va ser fotografiada a Techniscope per Michael Reed, dissenyat per Bernard Robinson i amb la partitura musical de  James Bernard.

## Argument
Un pròleg reprodueix les escenes finals de Dràcula, en què el Doctor Van Helsing destrueix al comte Dràcula a la llum del sol; només queda el record del mal de Dràcula.
La història principal comença quan el pare Sandor impedeix que les autoritats locals disposin del cadàver d'una dona com si fos un vampir. Sandor castiga el sacerdot president per perpetuar la por al vampirisme, i li recorda que Dràcula va ser destruït deu anys abans. Sandor visita una fonda i adverteix a quatre turistes anglesos, els Kent, Diana, Charles, Helen i Alan, que no visitin Karlsbad. Ignorant el seu consell, els Kent opten per visitar Karlsbad, però són abandonats pel seu conductor d'autocar atemorit a dos quilòmetres del seu destí a mesura que s'acosta la nit. Trobant-se a la vista d'un castell, els Kent hi són portats per un carruatge sense conductor i descobreixen una taula de menjador per a quatre persones i les bosses desempaquetades a les habitacions. Un criat anomenat Klove explica que el seu amo, el desaparegut comte Dràcula, havia ordenat que el castell estigués sempre preparat per acollir els estranys. Després de sopar, els Kent s'instal·len a les seves habitacions.
Més tard aquella nit, l'Alan investiga un soroll i segueix en Klove a la cripta, on Klove el mata i barreja la seva sang amb les cendres de Dràcula, ressuscitant el comte. Klove atrau Helen a la cripta, on es converteix en la primera víctima de Dràcula. L'endemà al matí, Charles i Diana no poden trobar cap rastre d'Alan, Helen o Klove. Charles porta Diana a la cabana d'un llenyataire i després torna al castell per buscar l'Alan i la Helen. Klove enganya Diana perquè torni al castell. Charles troba el cos desmembrat d'Alan en un bagul de la cripta. Ara és fosc i Dràcula s'aixeca. Diana es troba amb l'Helena, que, ara és una dels no-morta, i l'ataca. Dràcula entra i avisa Helen que no s'apropi a Diana. Charles lluita amb Dràcula fins que Diana s'adona que el seu crucifix és una arma eficaç contra els vampirs. Charles improvisa una creu més gran i allunya Dràcula. S'escapen del castell en un carruatge, però perden el control als camins costeruts. El carruatge xoca i Diana queda inconscient. Charles la porta algunes hores pel bosc fins que són rescatats pel pare Sandor, que els porta a la seva abadia.
Klove arriba a l'abadia en un vagó que porta dos taüts que contenen Dràcula i Helen, però els monjos li neguen l'admissió. Ludwig, un pacient de l'abadia, està sotmès a Dràcula i convida el comte a entrar. Helen convenç Diana d'obrir la finestra i deixar-la entrar, afirmant haver escapat de Dràcula. Diana ho fa i Helen li mossega el braç. Dràcula arrossega Helen, ja que vol Diana per ell. Charles irromp a l'habitació i expulsa els vampirs. Sandor esterilitza la mossegada amb la calor d'una làmpada d'oli, després posa crucifixos de plata als dos taüts per evitar que els vampirs tornin. Sandor captura Helen i li clava una estaca pel cor, matant-la. Ludwig atrau Diana a la presència de Dràcula, on el comte l'hipnotitza perquè li tregui el crucifix. Dràcula la obliga a beure la seva sang del seu pit nu, però Charles torna a temps per evitar-ho, obligant a Dràcula a fugir amb la Diana inconscient.
Charles i Sandor s'armen i segueixen a cavall. Una drecera els permet posar-se davant del vagó de Dràcula i aturar-lo. Charles dispara a Klove, que aparentment ha tret els crucifixos de Sandor dels taüts, però els cavalls galopen cap al castell. Diana és rescatada mentre el taüt de Dràcula és llençat al gel que cobreix el fossat. Charles intenta estacar Dràcula, però el comte surt del seu taüt i l'ataca. Sandor dispara el gel i es trenca. Diana rescata en Charles, i Dràcula s'enfonsa a les aigües gelades i s'ofega.

## Repartiment
- Christopher Lee com a Comte Dràcula
- Francis Matthews com a Charles Kent
- Andrew Keir com el Pare Sandor
- Philip Latham com a Klove
- Suzan Farmer com a Diana Kent
- Barbara Shelley com a Helen Kent
- Charles Tingwell com Alan Kent
- Thorley Walters com a Ludwig
- Walter Browncom el germà Mark
- Jack Lambert com el germà Peter
- George Woodbridge com a propietari
- Philip Ray com a sacerdot
- Joyce Hemson com a mare
- John Maxim com a Coach Driver
- Peter Cushing com a Doctor Van Helsing (sense acreditar - només imatges d'arxiu)

## Producció
Dràcula no parla a la pel·lícula, llevat d'alguns xiulets. Segons Christopher Lee: "No vaig parlar en aquesta pel·lícula. El motiu era molt senzill. Vaig llegir el guió i vaig veure el diàleg! Li vaig dir a Hammer, si creus que diré alguna d'aquestes línies, esteu molt equivocats." El guionista Jimmy Sangster va qüestionar aquest relat a les seves memòries Inside Hammer, i va escriure que "Els vampirs no parlen. Així que no li vaig escriure cap diàleg. Christopher Lee ha va afirmar que es va negar a dir les línies que li van donar... Així que podeu escollir per què Christopher Lee no tenia cap diàleg a la imatge. O podeu creure en la meva paraula. No n'he escrit cap."
La pel·lícula va ser escrita en una novel·la per John Burke com a part del seu llibre The Second Hammer Horror Film Omnibus de 1967.
El rodatge va tenir lloc als Estudis Bray. La pel·lícula es va fer a la vegada que Rasputin the Mad Monk, utilitzant molts dels mateixos escenaris i repartiment, inclosos Lee, Shelley, Matthews i Farmer. Shelley més tard va recordar haver-se empassat accidentalment un dels seus ullals en una escena i haver de beure aigua salada per escupir-lo a causa de l'estreny calendari de rodatge, així com que no hi havia un joc de ullals de recanvi.
La pel·lícula es va estrenar en alguns mercats en una doble sessió amb The Plague of the Zombies. Els ullals de vampir de plàstic i les ulleres de cartró "ulls de zombis" es van distribuir als membres del públic com a truc.

## Recepció

### Taquilla
A Amèrica del Nord, la pel·lícula va guanyar 364.937 dòlars en lloguer. A França, la pel·lícula va vendre 854.197 entrades.
La pel·lícula fou estrenada amb The Plague of the Zombies. La pel·lícula es va estrenar amb The Plague of the Zombies. Segons els registres de Fox, les pel·lícules necessitaven guanyar 1.500.000 dòlars en lloguers per arribar a l'equilibri i fer 2.345.000 dòlars, el que significa que van obtenir beneficis.

### Resposta crítica
Variety va escriure que la pel·lícula "hauria de complaure els seguidors d'aquest tipus de pel·lícules i fer-ho bé a les portes. Terence Fisher l'ha dirigit amb el seu coneixement habitual i el guió de John Samson és un treball d'obrer que proporciona una quantitat útil d'emocions suaus i prou poca quantitat de rises fora de lloc que de vegades s'enfilen en aquest tipus d'imatges." The Monthly Film Bulletin va escriure, "A part d'una o dues innovacions benvingudes, sobretot el tipus de la recepta Instant Vampire amb la qual Dràcula és ressuscitat, i la seva destrucció final ofegant-se en lloc dels procediments habituals; aquest és el mateix hash d'abans... Els interiors estan decorats amb molt bon gust, però el guió, la direcció i les interpretacions (excepte pel sinistre majordom de Philip Latham i el sincer pare Sandor d'Andrew Keir) deixen molt a desitjar."
 Dràcula, príncep de les tenebres ha tingut una bona acollida per la crítica en els últims anys, i actualment té un 81% d'aprovació al lloc web de l'agregador de ressenyes de pel·lícules Rotten Tomatoes basat en 21 ressenyes.
The Hammer Story: The Authorised History of Hammer Films la va anomenar "potser l'horror de Hammer per excel·lència", però va dir que "conté poc que el públic no hagués vist abans".

## Mitjans casolans
La pel·lícula va ser una de les primeres pel·lícules de terror de Hammer que es va estrenar en DVD del Regne Unit. Més recentment, el 19 de gener de 2012, Hammer Films va anunciar al seu bloc de restauració que StudioCanal UK llançaria una versió Blu-ray Disc de la Zona B de la pel·lícula el 5 de març d'aquell any. L'anunci deia que seria "the chilling DRACULA PRINCE OF DARKNESS, restored at Pinewood from 2-perf cut negative, scanned and restored in 2k. DRACULA PRINCE OF DARKNESS will be presented in all its Techniscope glory, in the original aspect ratio of 2.35:1." El Flicker Club de Londres va projectar la pel·lícula restaurada el 24 de febrer de 2012 en un local dels túnels d'Old Vic. La projecció va ser precedida per una introducció de Marcus Hearn i una lectura de la novel·la original de Bram Stoker Dràcula de l'actor Stephen Tompkinson.
Als EUA, Millennium Entertainment (ara Alchemy) va llançar la pel·lícula com a part del seu DVD de la Regió 1 Hammer Horror Collection en un conjunt de dos discos i tres pel·lícules, juntament amb  'La llegenda dels set vampirs d'or i Frankenstein va crear la dona. També està disponible en una versió doble de la Regió 1 juntament amb The Satanic Rites of Dracula.
Scream Factory va anunciar un llançament de la pel·lícula en Blu-ray per a l'edició de col·leccionista el 18 de desembre de 2018.

## En altres mitjans
Dràcula, príncep de les tenebres va ser adaptat a una història de còmics de 15 pàgines per Donne Avenell i John Bolton, que es va publicar a The House of Hammer #6 (juny de 1977) de Thorpe & Porter. (La mateixa història va ser reimpresa a Dracula Comics Special, publicat per Quality Communications l'abril de 1984.)
L'adaptació House of Hammer #6 de Dràcula, príncep de les tenebres incloïa el personatge del Pare Shandor (escrit "Sandor" als crèdits de la pel·lícula), que després va generar una característica continuada de Shandor com a sacerdot lluitador contra el dimoni, en aquella revista. Father Shandor, Demon Stalker, escrit per Steve Moore, es va convertir en una funció recurrent a House of Hammer, apareixent als números 8, 16, 21 i 24. Aquesta característica es va traslladar al títol de còmics d'antologia de Quality Communications Warrior el 1982–1984, apareixent als números #1–10, 13, 16, 18–21, 23–25. (Warrior publica material de reimpressió núm. 1–3 dels números 8, 16 i 21 de House of Hammer..)